# Campagne de vaccination contre la Covid-19 au Togo
Pour un article plus général, voir Pandémie de Covid-19 au Togo.
La Campagne de vaccination contre la Covid-19 Togo est lancée officiellement le 10 mars 2021. Le ministre de la Santé et de l'action sociale, La première ministre du Togo, Victoire Tomégah-Dogbé est la première à se faire vacciner,.